# Guillem I d'Holanda
Guillem I Holanda (circa 1167) - 4 de febrer de 1222) va ser  comte d'Holanda des 1203 a 1222 Era fill de Florenci III, comte d'Holanda, i d'Ada de Huntingdon.

## Història
El 1192, Guillem va regressar de Terra Santa, on va participar en la presa d'Acre, i es va enfrontar al seu germà Teodoric VII. Va fer revoltar-se els frisons occidentals i va atacar amb ells el Kennemerland. Després d'ésser derrotat per la seva cunyada Adelaida es va reconciliar amb el seu germà i va rebre el senyoriu de Frísia en feu del comtat d'Holanda.

## Guerra civil
Teodoric VII va morir el 1203 i la seva hereva era la seva filla Ada, casada amb Lluís II, comte de Looz. Guillem va reivindicar la successió i recolzat pel duc de Brabant i una majoria del poble holandès va entrar en guerra contra la seva neboda, a qui donaven suport el comte de Flandes i els bisbes de Lieja i d'Utrecht.
Guillem va vèncer després d'alguns anys de guerra civil i, després de l'expulsió d'Hug de Voorne de Zelanda, va signar la pau amb el bisbe d'Utrecht el 1206 i es va fer reconèixer com a comte d'Holanda. Anteriorment, el 1203, l'emperador Otó IV l'havia confirmat en la sobirania del comtat perquè s'havia declarat partidari dels Güelfs. Va prendre part a la guerra entre Anglaterra i França, a la qual recolzava Flandes.
El 1213 i el 1214, va combatre amb tanta de fortuna els francesos, a qui no només va arrabassar diverses ciutats sinó que els va derrotar també al mar. Això va propiciar que el duc de Brabant trenqués la seva aliança amb França i conclogués amb Guillem un acord pel qual es va concertar el matrimoni de Matilde de Brabant amb Florenci, fill primogènit de Guillem.

## Canvi d'aliats
Tanmateix, el 1215, a la batalla de Bouvines, va ser fet presoner amb gran part dels seus cavallers. El comte d'Holanda va haver de pagar un fort rescat per obtenir la seva llibertat.
Va canviar de partit i es va aliar amb França enfront d'Anglaterra, aliança que va ser la causa que el papa l'excomuniqués, així com al rei de França i a tots els del seu partit. Va prendre part en una expedició contra Joan sense Terra-
La història li atribueix l'honor d'haver promulgat les primeres lleis municipals i atorgat els primers privilegis a les ciutats de Middelburg, Dordrecht i Geertruidenberg.

## Matrimonis i descendència
L'any 1197, Guillem es va casar en primeres noces amb Adelaida de Gueldre, filla d'Otó I, comte de Gueldre i de Ricarda de Baviera amb qui va tenir els fills següents: 
- Florenci IV (1210 - 1234), comte d'Holanda.
- Otó (?- 1249), bisbe d'Utrecht i regent d'Holanda de 1238 a 1239.
- Guillem (? - 1238), regent d'Holanda de 1234 a 1238].
- Ricarda (? - 1262)
- Ada (? - 1258), abadessa a Rijnsburg.

Després de la mort de la seva esposa es va tornar a casar. El 1220, es va casar amb Maria de Brabant, filla d'Enric I, duc de Brabant, i Matilde de Boulogne.